# Liste de catacombes
Pour un article plus général, voir Catacombes.
Cette liste recense les catacombes connues dans le monde, classées par pays.
- Haut – A
- B
- C
- D
- E
- F
- G
- H
- I
- J
- K
- L
- M
- N
- O
- P
- Q
- R
- S
- T
- U
- V
- W
- X
- Y
- Z

## France

### Paris
- Catacombes de Paris

### Lyon
- Arêtes de poisson (usage incertain)

## Italie

### Agrigente
- Catacombe Fragapane

### Albano Laziale
- Catacombes de San Senatore (it)

### Aoste
- Catacombes d'Aoste

### Bolsena
- Catacombe de Santa Cristina

### Calvi
- Catacombe de Calvi

### Campo nell'Elba
- Catacombes de Pianosa

### Capoue
- Catacombes de Capoue

### Chiusi
- Catacombe de Santa Caterina d'Alessandria (it)
- Catacombe de Santa Mustiola (it)

### Concordia Sagittaria
- Catacombe de Iulia Concordia

### Grottaferrata
- Catacombes ad Decimum

### L'Aquila
- Catacombes de San Vittorino

### Messine
- Catacombes de Messine

### Monteleone Sabino
- Catacombes de Santa Vittoria (Trebula Mutuesca)

### Naples
- Catacombes de Naples (it)
  - Catacombes du Pianto
  - Catacombes de la Vita
  - Catacombes de Materdei
  - Catacombes de San Fortunato
  - Catacombes San Gaudioso
  - Catacombes de San Pietro ad Aram
  - Catacombes de San Gennaro
  - Catacombes de San Severo
  - Catacombes de San Vito
  - Catacombes de Sant'Ermo
  - Catacombes de Sant'Eufebio
  - Catacombes de Sant'Eufemia

### Nepi
- Catacombes de Santa Savinilla

### Palerme
- Catacombes capucines de Palerme
- Catacombes de Porta d'Ossuna (it)
- Catacombes de Casa Professa (it)
- Catacombes de San Michele Arcangelo
- Catacombes dei Santissimi Quaranta Martiri

### Paliano
- Catacombes de Colle San Quirico

### Ravenne
- Catacombes d'Eleucadio
- Catacombes de Probo
- Catacombes de San Severo
- Catacombes de Sant'Apollinare

### Rignano Flaminio
- Catacombes de Santa Teodora

### Rome

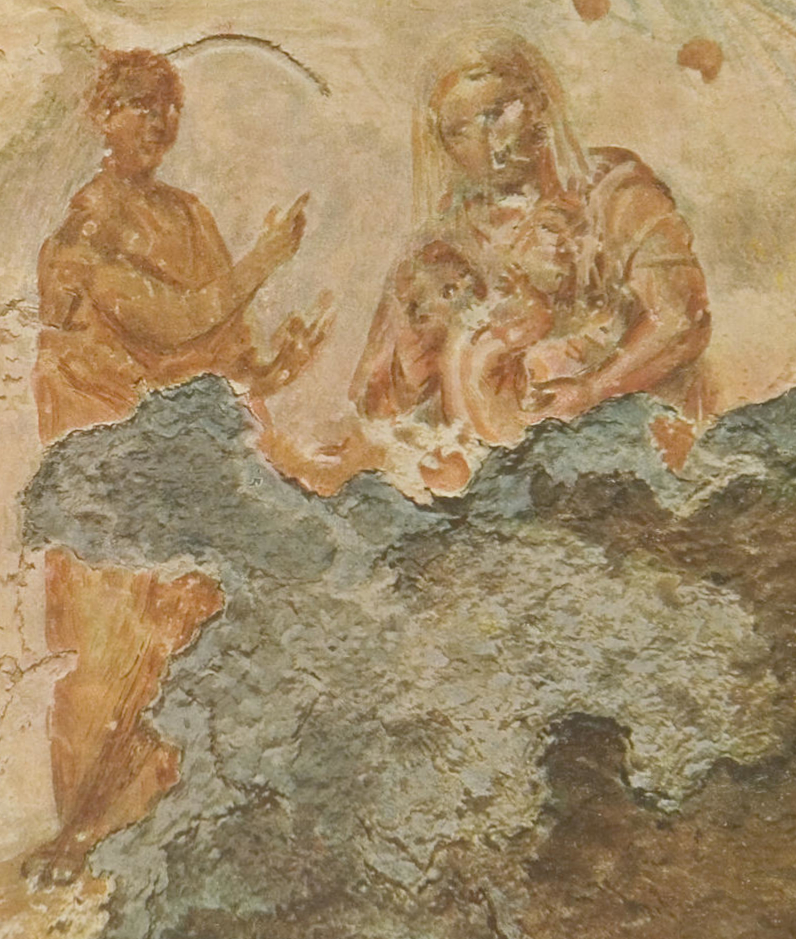
La catacombe de Priscille

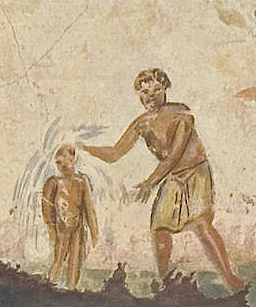
Peinture d'un baptême dans la catacombe de Saint-Calixte

- Catacombe dei due Felici (it)
- Catacombe dei Giordani (it)
- Catacombe dei Santi Gordiano ed Epimaco (it)
- Catacombe dei Santi Processo e Martiniano (it)
- Catacombe de la Nunziatella (it)
- Catacombe d'Aproniano
- Catacombe de Calepodius (it)
- Catacombe de Novaziano (it)
- Catacombe de Pontian (it)
- Catacombe de San Castulo (it)
- Catacombe de San Lorenzo (it) (ou de Ciriaca)
- Catacombe de San Nicomede (it)
- Catacombe de San Pancrazio (it)
- Catacombe de San Panfilo (it)
- Catacombe de San Valentino (it)
- Catacombe de Santa Sinforosa
- Catacombe di Santa Tecla (it)
- Catacombe de Sant'Agnese (it)
- Catacombe de Sant'Ermete (it) (ou de Bassilla)
- Catacombe de Sant'Ilaria (it)
- Catacombe de Sant'Ippolito (it)
- Catacomba de Trasone (it)
- Catacomba majeure (it)
- Catacombes des Saints Marcellino et Pietro (it)
- Catacombe des saints Marco et Marcelliano (it)(ou de Basileo)
- Catacombes de Commodilla
- Catacombes de Domitilla
- Catacombes de Generosa (it)
- Catacombes de Pretestato (it)
- Catacombe de Priscille
- Catacombe de Saint-Calixte
- Catacombes de Saint-Sébastien
- Catacombes de San Zotico (it)
- Catacombes de Santa Felicita (it)
- Catacombes de sant'Alessandro (it)
- Catacombes de la Via Anapo (it)
- Catacombes de Vigna Randanini (it)
- Catacombes de Villa Torlonia (it)
- Hypogée des Aureli (it) (catacombe gnostique)
- Hypogée de la via Dino Compagni (it)
- Hypogée de la via Livenza (it)
- Hypogée de Vibia (it) (mélangeant des sépultures païennes et chrétiennes)

### Sant'Antioco
- Catacombes de Sant'Antioco (it)

### Syracuse
- Catacombes de San Giovanni
- Catacombe de Santa Lucia
- Catacombes de Vigna Cassia

### Sutri
- Catacombe de San Giovenale

### Teano
- Catacombes de Teano

### Trapani
- Catacombes de Trapani

### Valmontone
- Catacombes de Sant'Ilario (ad bivium)

## Malte
- Abbatija Tad-Dejr (it)
- Catacombes de Salina (it)
- Catacombes de San Paolo (it)
- Catacombes de Tal-Mintna (it)

## Égypte

### Alexandrie
- Catacombes de Kom El Shoqafa

## Tunisie
- Catacombes de Sousse :
  - Catacombes du Bon Pasteur
  - Catacombes d'Hermès
  - Catacombes d'Agrippa
  - Catacombes de Séverios